# Hymenocephalus striatissimus striatissimus
Hymenocephalus striatissimus striatissimus is een ondersoort van de straalvinnige vissen uit de familie van de rattenstaarten (Macrouridae). De wetenschappelijke naam van de soort is voor het eerst geldig gepubliceerd in 1904 door Jordan & Gilbert.